# 月村了衛
月村了衛（1963年3月18日—），日本男性小說家。出身於大阪府大阪市。早稻田大學第一文學院文藝學科畢業。成為小說家以前經歷預校講師、編劇。

## 來歷

### 成長時期
高中畢業時，已經決定想成為小說家。早稻田大學時期曾在清水邦夫、高橋玄洋的門下接受學習當編劇。另一方面他很想詳細了解山田風太郎的事蹟，便找時任《幻想文學》的編輯長東雅夫詢問，但東雅夫卻回他一句話說「在早稻田大學沒有你要找很了解山田風太郎事蹟的人喔」。為此，《幻想文學》編輯長東雅夫接受採訪時與委託的大學生陪同談山田風太郎的事情。大學畢業之後，進入預備學校就任現國·古文·漢文的專業講師。

### 作為編劇
出道作是1988年電視動畫《妙手小廚師》。1997年電視動畫《少女革命》一度別名「白井千秋」。2001年，因擔任東京電視台放映電視動畫《NOIR》的原案、構成及編劇，受到外界矚目。
但是，他當初渴望成為小說家，所以在邁入40歲多時又開始寫小說，因此在該書中表示接下來的歲月「不再從事編劇工作」。

### 作為小說家
40歲過後，他重新開始寫小說，並一本接一本地交給出版社。2010年，月村的第一本小說《機龍警察》發行（早川書房出版），正式以小說家身份出道。
之後又陸續發表了長篇小說。2012年，機龍警察系列第2部《機龍警察 自爆條項》獲得第33屆日本SF大獎。
2013年，機龍警察系列第2部《機龍警察 暗黑市場》獲得第34回吉川英治文學新人獎。
2014年，日本推理作家協會入會，並就任常任理事，在2016年和2017年評選的日本推理作家協會獎中，他曾經擔任「評論其他的部門」和「短篇部門」的立會理事。
2015年，他的另一部以轉輪手槍為題材的時代小說《M1851月》獲得第17屆大藪春彥獎。
同年，又另一部內容描寫被派遣至索馬利亞的自衛隊員進行鬥爭為題材的冒險小說《沙漠之花》獲得12屆書店大獎第5名，及第68屆日本推理作家協會獎（長篇與連續短篇集部門）。

## 文學獎得獎、候補歷
粗體字表示說明有得獎的作品和獎項。
- 2012年：《機龍警察 自爆條項》第33屆日本SF大獎[14]。
- 2013年：《機龍警察 暗黑市場》第34屆吉川英治文學新人獎[15]。
- 2015年：《M1851月》第17屆大藪春彥獎[16]。
- 2015年：《沙漠之花》第12屆書店大獎第5名[17]。
- 2015年：《沙漠之花》第68屆日本推理作家協會獎（長篇與連續短篇集部門）[13]。
- 2018年：《機龍警察 狼眼殺手》第31屆山本周五郎獎候補[18]。
- 2019年：《欺生》第10屆山田風太郎獎[19]。

## 入選日本年度推理好書榜單
週刊文春推理小說 Best 10
- 2012年：《機龍警察 暗黑市場》第9名
- 2014年：《機龍警察 未亡旅團》第9名、《土漠之花》第15名
- 2017年：《機龍警察 狼眼殺手》第4名
- 2018年：《東京輪舞》第11名

這本推理小說真厲害！
- 2012年：《機龍警察 自爆條項》第9名
- 2013年：《機龍警察 暗黑市場》第3名
- 2015年：《機龍警察 未亡旅團》第5名、《土漠之花》第6名
- 2016年：《影中影》第12名
- 2018年：《機龍警察 狼眼殺手》第3名
- 2019年：《東京輪舞》第8名
- 2020年：《欺生》第7名

這本推理小說我想讀！
- 2012年：《機龍警察 自爆條項》第12名
- 2013年：《機龍警察 暗黑市場》第4名
- 2014年：《黑警》第17名
- 2015年：《機龍警察 未亡旅團》第12名
- 2018年：《機龍警察 狼眼殺手》第1名
- 2019年：《欺生》第7名

## 小說
※部分作品日文直譯。

### 單行本

#### 機龍警察系列
詳細內容請參照「機龍警察 （日語）」
- 機龍警察（2010年3月，早川文庫JA（日语：ハヤカワ文庫#ハヤカワ文庫JA（旧 ハヤカワJA文庫））／2014年11月，早川推理世界（日语：ハヤカワ・ミステリワールド）【完全版】／2017年5月，早川文庫JA【完全版】）

- 機龍警察 自爆條項（2011年9月，早川推理世界／2012年8月，早川文庫JA【上、下】／2016年5月，早川推理世界【完全版】／2017年7月，早川文庫JA【完全版 上、下】）

- 機龍警察 暗黑市場（2012年9月，早川推理世界）

- 機龍警察 未亡旅團（2014年1月，早川推理世界）

- 機龍警察 火宅（2014年12月，早川推理世界／2018年8月，早川文庫JA）
  - 收錄作品：火宅／燒相／輪廻／濟度／雪娘／沙彌／勤行／化生

- 機龍警察 狼眼殺手（2017年9月，早川推理世界）

- 機龍警察 白骨街道（2021年8月，早川推理世界）

#### 時代小說
- 一刀流無想劍 斬（2012年10月，講談社）
  - 【改名】神子上典膳（2015年11月，講談社文庫（日语：講談社文庫））[21]
- M1851月（2013年11月，講談社／2016年4月，文春文庫／2016年4月，文春文庫）
- 水戶黃門 天下的副編輯長（2016年7月，德間書店／2018年6月，德間文庫）
- M1847羽衣（2018年1月，文藝春秋）

#### 其它
- 機忍兵零牙（2010年9月，早川文庫JA／2019年6月，新裝版）
- 黑警（2013年9月，朝日新聞出版／2016年6月，朝日文庫（日语：朝日文庫））
- 沙漠之花（日语：土漠の花）（2014年9月，幻冬舎／2016年8月，幻冬舎文庫（日语：幻冬舎文庫））
- 槐（2015年3月，光文社／2017年6月，光文社文庫（日语：光文社文庫））
- 影中影（2015年9月，新潮社／2018年3月，新潮文庫（日语：新潮文庫））
- （2016年2月，文藝春秋／2018年10月，文春文庫）
- 黑涙[注 2]（2016年10月，朝日新聞出版／2019年9月，朝日文庫）
- 追想偵探（2017年4月，雙葉社）
- 東京輪舞（2018年10月，小學館）
- 惡之五輪（2019年5月，講談社）
- 欺生（2019年8月，新潮社）
- 暗鬼夜行（2020年4月，每日新聞出版（日语：毎日新聞出版））

### 選集
※表示說明月村了衛的作品。
- 結晶銀河 年刊日本SF傑作精選（日语：年刊日本SF傑作選）（2011年7月，〈創元SF文庫（日语：創元SF文庫）〉，東京創元社）「機龍警察 火宅」
- 推理雜誌700 國內篇（2014年4月，早川書房）「機龍警察 輪廻」
- 短篇最佳精選 現代小說 2014（2014年6月，〈德間文庫〉，德間書店）「機龍警察 沙彌」
- 平成二十六年度(60) 代表作時代小說 穿越時空的熱情、絆與志（2014年6月，光文社）「水戶黃門 天下副編輯長」
- NOVA + Babel 新作 日本SF精選（2014年10月，〈河出文庫（日语：河出文庫）〉，河出書房新社）「機龍警察 化生」
- 激動 東京五輪1964（2015年9月，講談社）「連環」
- 惡意的迷路 最新最佳推理（2016年11月，光文社）「水戶黃門 謎之乙姬御殿」

### 單著未收錄短篇
- 夢想幻譚（講談社《小說現代（日语：小説現代）》2014年5月號）

## 主要參加作品
※粗體字表示說明擔任劇本統籌的作品。

### 電視動畫
- 妙手小廚師（編劇）
- 機甲警察金屬傑克（編劇）
- 超電動機械人 鐵人28號FX（編劇）
- BLUE SEED（編劇）
- 天地無用！（編劇）
- 神秘的世界（編劇）
- 少女革命（編劇）
- NOIR（原案、構成、編劇）
- 朝霧的巫女（編劇）
- 圓盤皇女（編劇）
- 圓盤皇女 十二月的小夜曲（編劇）

### OVA
- 英雄凱傳莫載克（日语：英雄凱伝モザイカ）（編劇）
- MOLDIVER（日语：モルダイバー）（編劇）
- （編劇）
- 神秘的世界（原案、構成、編劇）
- 青空少女隊（編劇）
- 星際迷航俏女郎（日语：てなもんやボイジャーズ）（原作、編劇）
- 圓盤皇女 星靈節的新娘（編劇）
- 圓盤皇女 時空與夢想的銀河之宴（編劇）

### 動畫電影
- ZIGGY 去吧！R&R BAND（1991年，編劇）
- 劇場版 天地無用！in LOVE（編劇）

### 廣播劇
- 萬能文化貓娘（編劇）
- 青空少女隊（編劇）
- 圓盤皇女（編劇）

### 漫畫原作
- （〈角川Comics Ace〉，漫畫：峰倉由比，角川書店／KADOKAWA）
- （《月刊Comic RUSH（日语：月刊コミックラッシュ）》，漫畫：高雄右京（日语：高雄右京），JIVE）

### 作詞
- （作曲：長岡成貢） ISWC T-101.134.427-5
- （作曲：長岡成貢） ISWC T-101.134.429-7
- （作曲：長岡成貢） ISWC T-101.134.432-2
- （作曲：長岡成貢） ISWC T-101.134.435-5
- 天地開闢時空道行（作曲：長岡成貢） ISWC T-101.134.440-2
- （作曲：長岡成貢） ISWC T-101.186.512-4
- （作曲：長岡成貢） ISWC T-101.186.518-0
- RAP THE 801!!（作曲：原田真二） ISWC T-101.263.891-2
- （作曲：堀井勝美） ISWC T-101.278.110-9
- （作曲：大谷明裕，編曲：岩本正樹（日语：岩本正樹）） ISWC T-101.278.111-0
- （作曲：大谷明裕） ISWC T-101.278.515-6
- （作曲、編曲：神津裕之） ISWC T-909.685.360-0
- 侍女部隊隊歌（作曲、編曲：神津裕之） ISWC T-909.685.362-2
- （作曲：神津裕之） ISWC T-909.685.363-3
- （作曲、編曲：神津裕之） ISWC T-909.685.364-4
- （作曲、編曲：神津裕之） ISWC T-909.685.365-5
- （作曲：齋藤恒芳（日语：斉藤恒芳）） ISWC T-909.688.270-1
- （作曲、編曲：川井憲次） ISWC T-909.696.300-7

## 腳註

## 外部連結
- （日語）－月村了衛的官方個人部落格。
- 月村了衛 （页面存档备份，存于） （日語）－NACSIS-CAT（日语：NACSIS-CAT）
- 月村了衛 （页面存档备份，存于） （日語）－allcinema（日语：allcinema）
- 月村了衛 （页面存档备份，存于） （日語）－KINENOTE（日语：キネマ旬報映画データベース）
- Ryôe Tsukimura在互联网电影资料库（IMDb）上的資料（英文）
- 月村了衛 （页面存档备份，存于） （日語）－電影.com（日语：映画.com）
- 月村了衛 （页面存档备份，存于） （日語）－Oricon
- 月村了衛 （日語）－文化廳日本電影情報系統
- 月村了衛 （页面存档备份，存于） （日語）－日本電影製作者聯盟（日语：日本映画製作者連盟）